# 훈점어학회
훈점어학회(訓点語学会 : くんてんごがっかい)는 일본의 국어학, 특히 국어사의 일환으로, 주로 훈점자료(訓点資料)에 나타나는 언어의 연구 추진 및 발전의 목적으로 1953년(昭和28년)에 설립된 일본 학회이다.

## 사업
- 연구발표회・강연회 개최, 기관지 발행 등